# Hatten, Bas-Rhin

Hatten este o comună în departamentul Bas-Rhin, Franța. În 1 ianuarie 2022 avea o populație de 1.923 de locuitori.